# دژ هیور

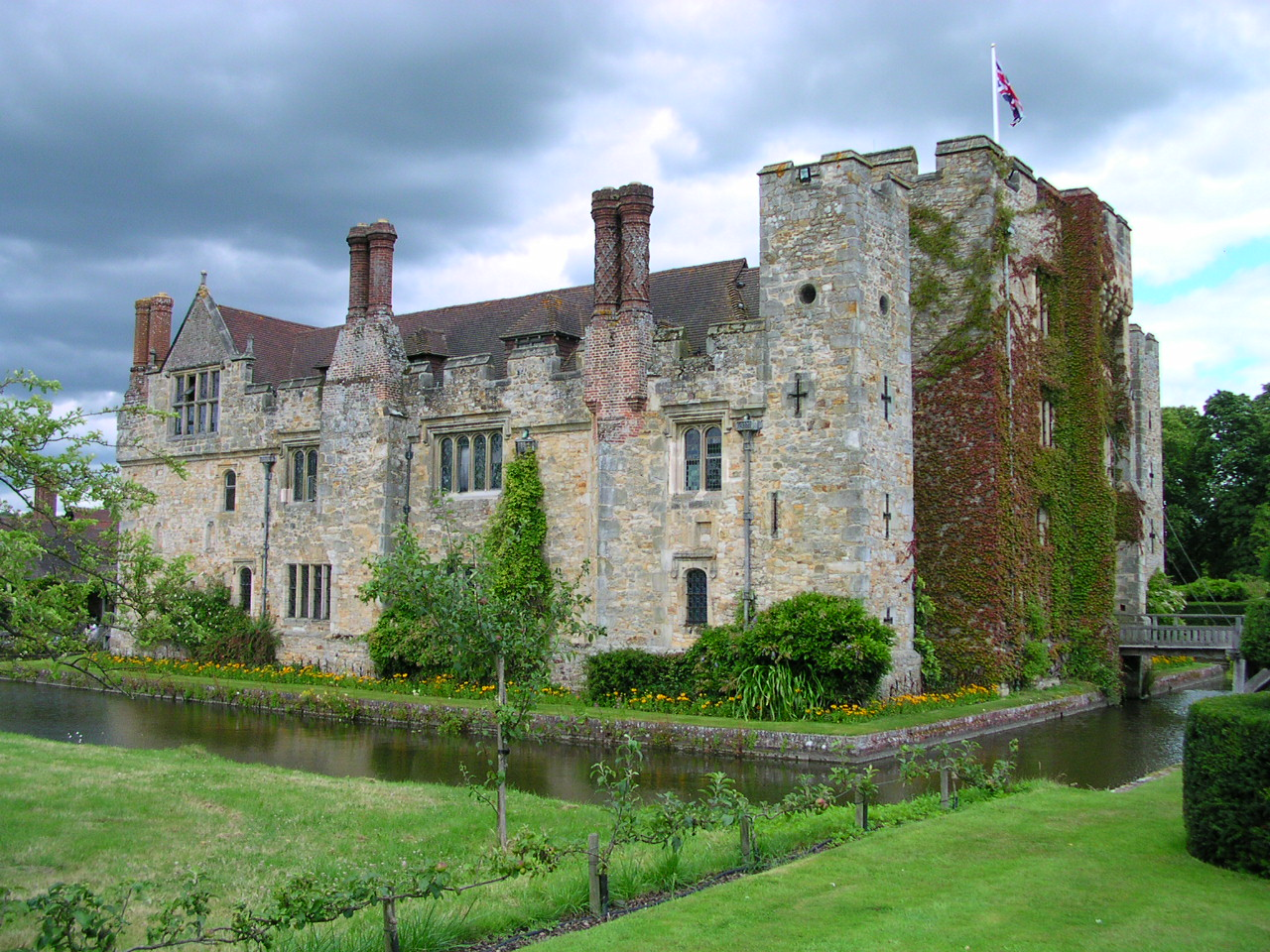

دژ هیور (به انگلیسی: Hever Castle) نام یکی از قلعه‌های انگلستان در نزدیکی ادنبریج در کنت است که باغ زیبایی به سبک ایتالیایی دارد. گفته می‌شود که هنری هشتم، پادشاه انگلستان همراه با آن بولین، پیش از ازدواج با او به‌عنوان دومین همسرش در این دژ اقامت داشتند.

## نگارخانه

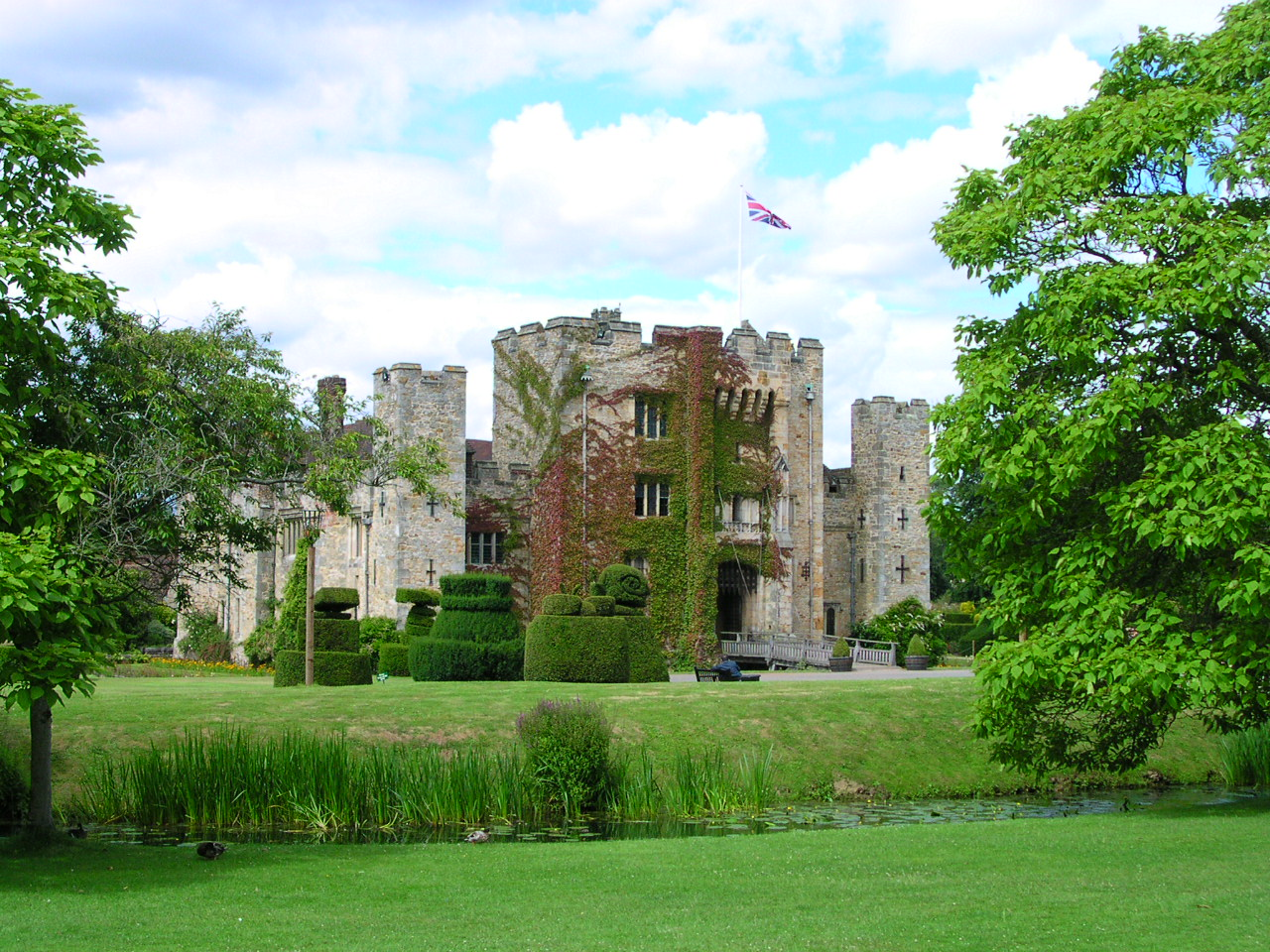
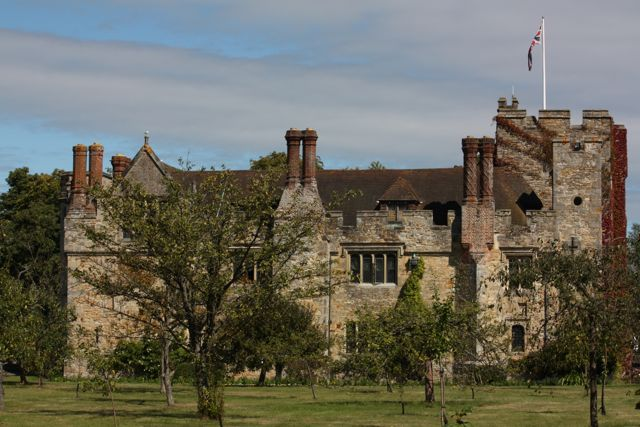
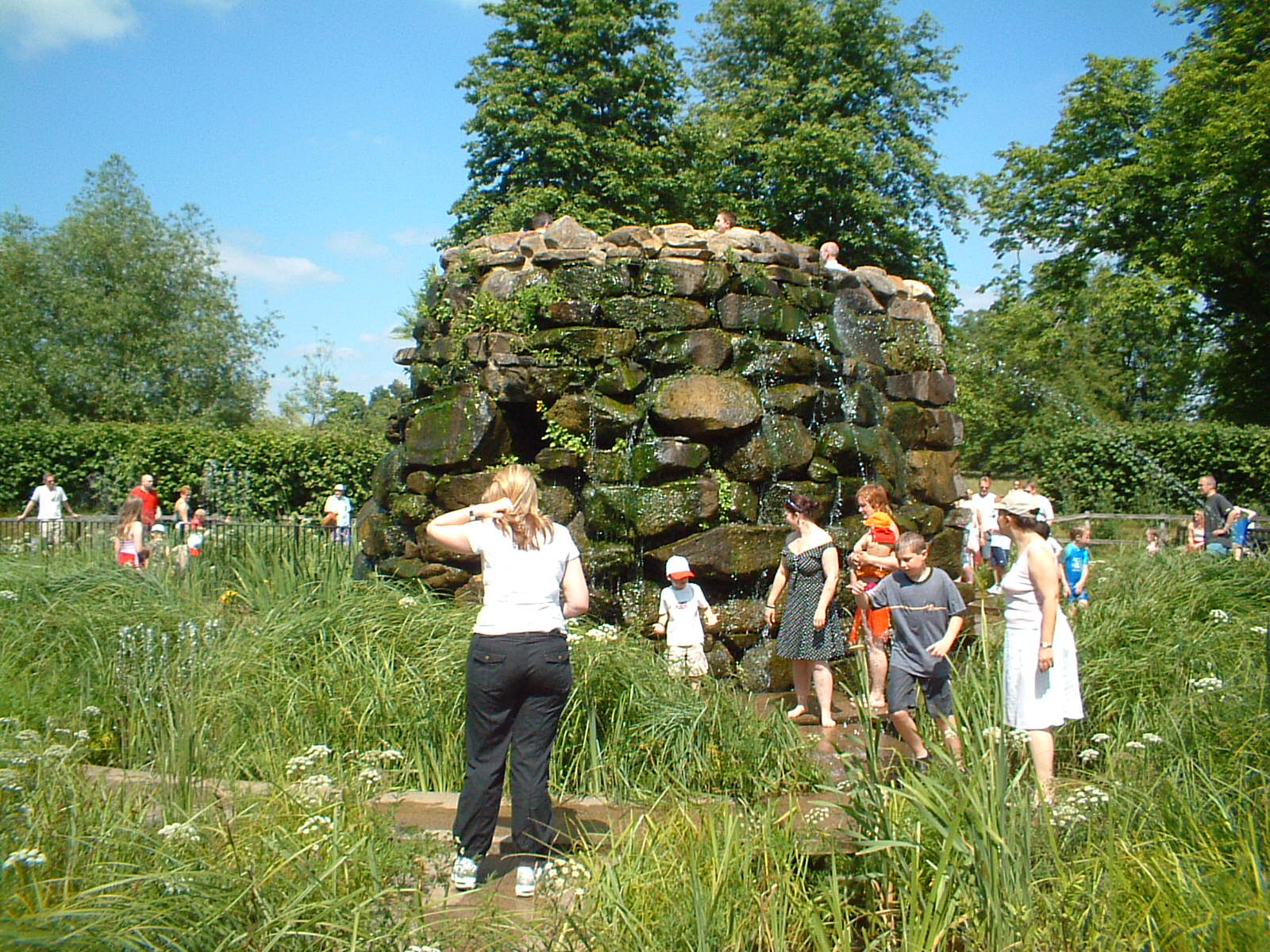
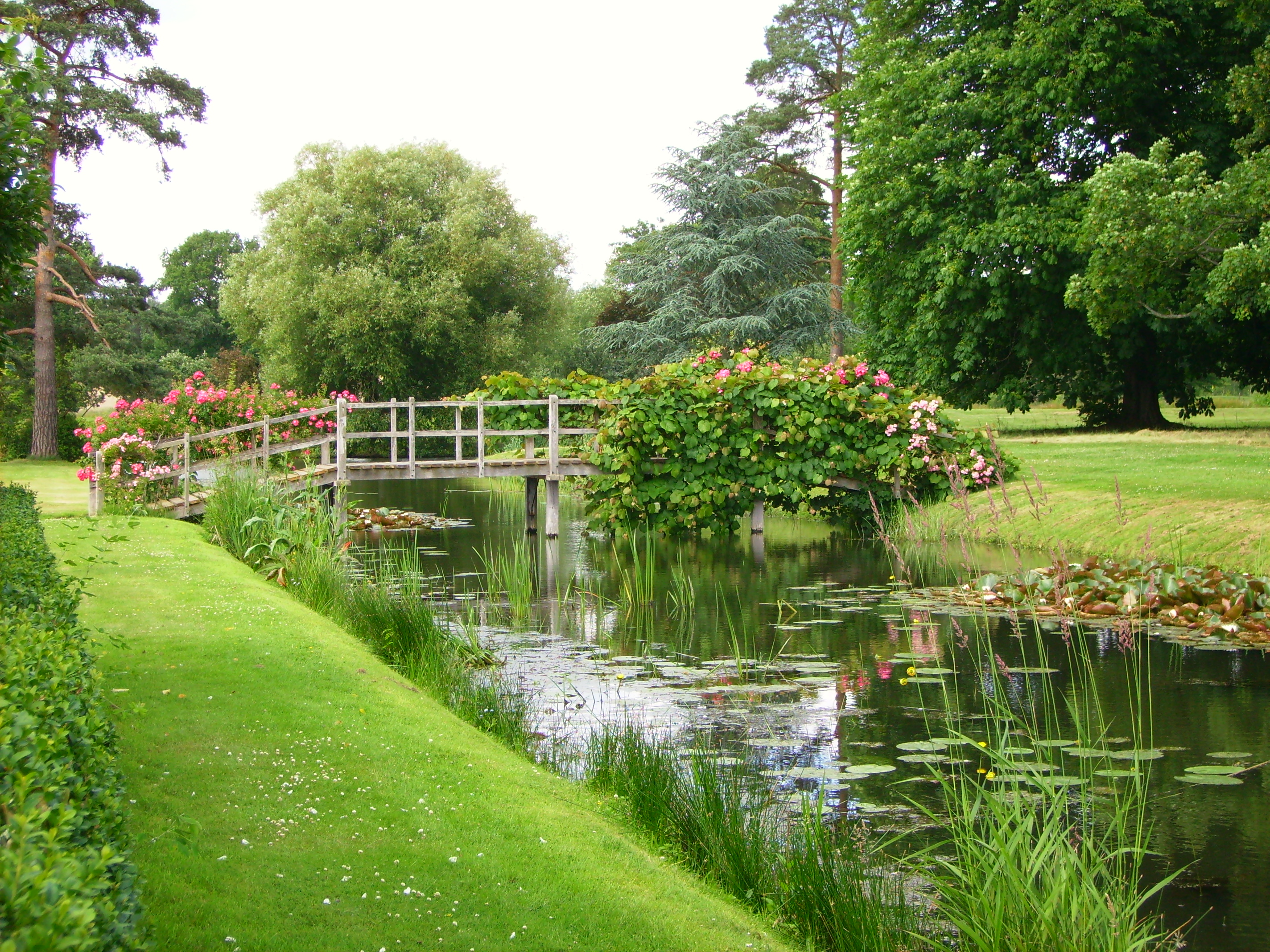
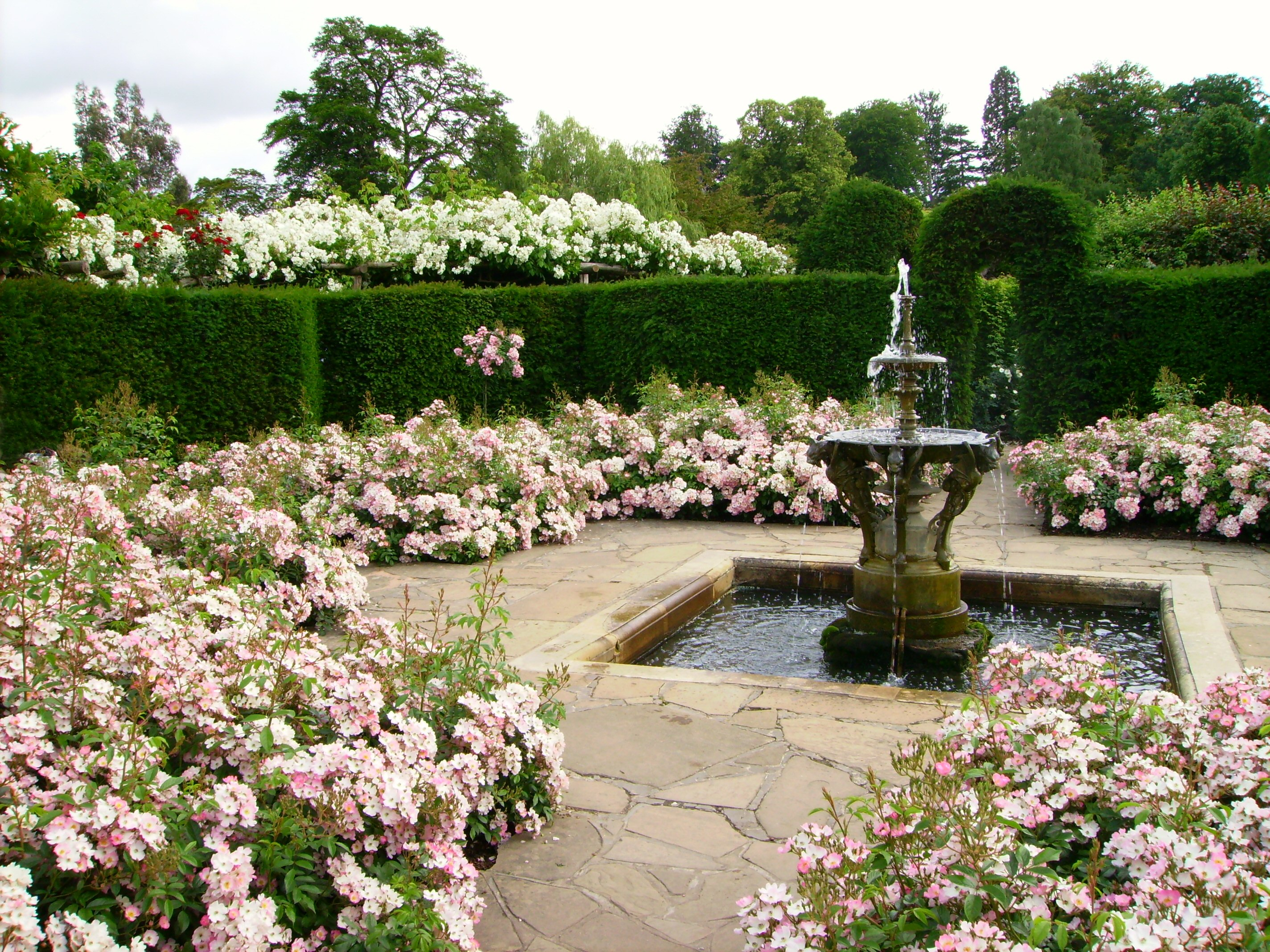
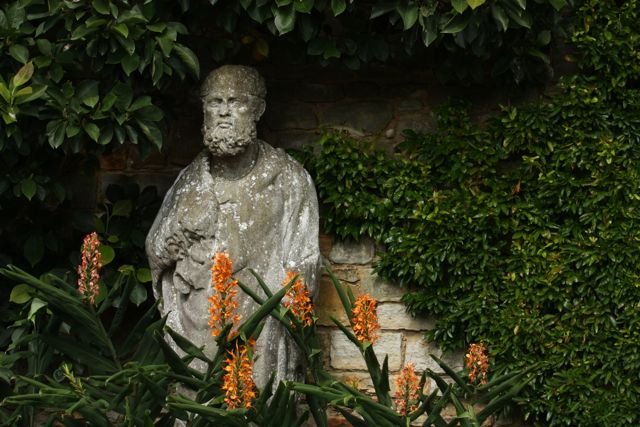
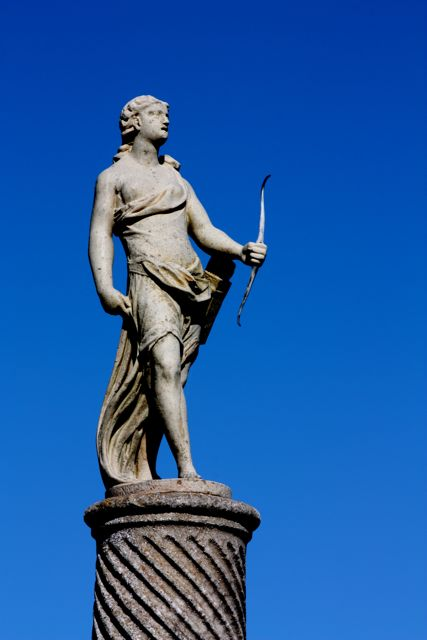
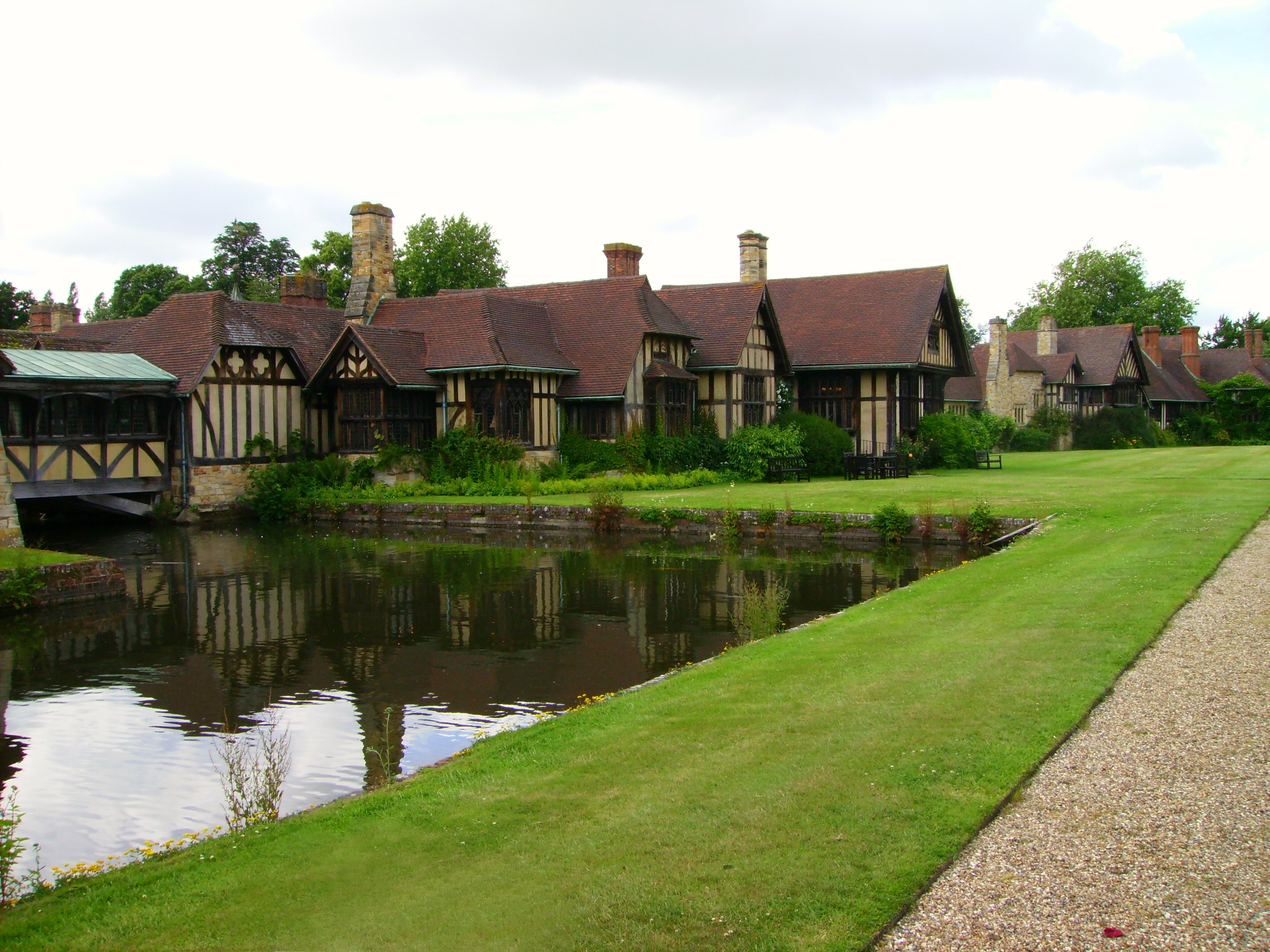